# Senostoma testaceicorne
Senostoma testaceicorne là một loài ruồi trong họ Tachinidae.